# Schüreichhofen
Schüreichhofen ist eine Hofschaft in Halver im Märkischen Kreis im Regierungsbezirk Arnsberg in Nordrhein-Westfalen (Deutschland).

## Lage und Beschreibung
Schüreichhofen liegt westlich des Halveraner Hauptortes auf 369 über Normalnull westlich des Tals der Ennepe. Der Ort ist über Nebenstraßen erreichbar, die von der Bundesstraße 229 abzweigen und auch Bärendahl anbindet. Weitere Nachbarorte sind Schwenke, Eichhofermühle, Löhrmühle, Niederennepe, Eschen und Walde. Südwestlich liegt eine 406 Meter über Normalnull hohe Erhebung. Im Ort entspringt ein Zufluss der Ennepe.

## Geschichte
Schüreichhofen wurde erstmals 1477 urkundlich erwähnt, die Entstehungszeit der Siedlung wird aber für den Zeitraum zwischen 600 und 700 während der zweiten sächsischen Landnahme vermutet. Somit gehört Schüreichhofen zu den ältesten Siedlungen in Halver.
Im Jahre 1818 lebten 35 Einwohner im Ort. Laut der Ortschafts- und Entfernungs-Tabelle des Regierungs-Bezirks Arnsberg wurde Schüreichhofen als Hof kategorisiert und besaß 1838 eine Einwohnerzahl von 28, allesamt evangelischen Glaubens. Der Ort gehörte zu dieser Zeit der Eickhöfer Bauerschaft innerhalb der Bürgermeisterei Halver an und besaß fünft Wohnhäuser und zwei landwirtschaftliche Gebäude.
Das Gemeindelexikon für die Provinz Westfalen von 1887 gibt eine Zahl von 22 Einwohnern an, die in drei Wohnhäusern lebten.
Spätestens seit dem Frühmittelalter (nach anderen Angaben seit vorgeschichtlicher Zeit) verlief an Schüreichhofen eine wichtige Altstraße von Wipperfürth nach Breckerfeld vorbei. Nördlich vom Ort befindet sich auf dem Bollberg ein Ringwall, der nach Ausgrabungen (Keramikfunde aus dem 9. Jahrhundert) und neueren Forschungen als fränkische Ausbau- und Fliehburg zur Sicherung diese Altstraße gedeutet wird.

## Wanderwege
Der Ortsrundwanderweg A7 durchquert den Ort.